# Evanochrysa infecta
Evanochrysa infecta is een insect uit de familie van de gaasvliegen (Chrysopidae), die tot de orde netvleugeligen (Neuroptera) behoort. 
Evanochrysa infecta is voor het eerst wetenschappelijk beschreven door Newman in 1838.